# Joe & The Juice

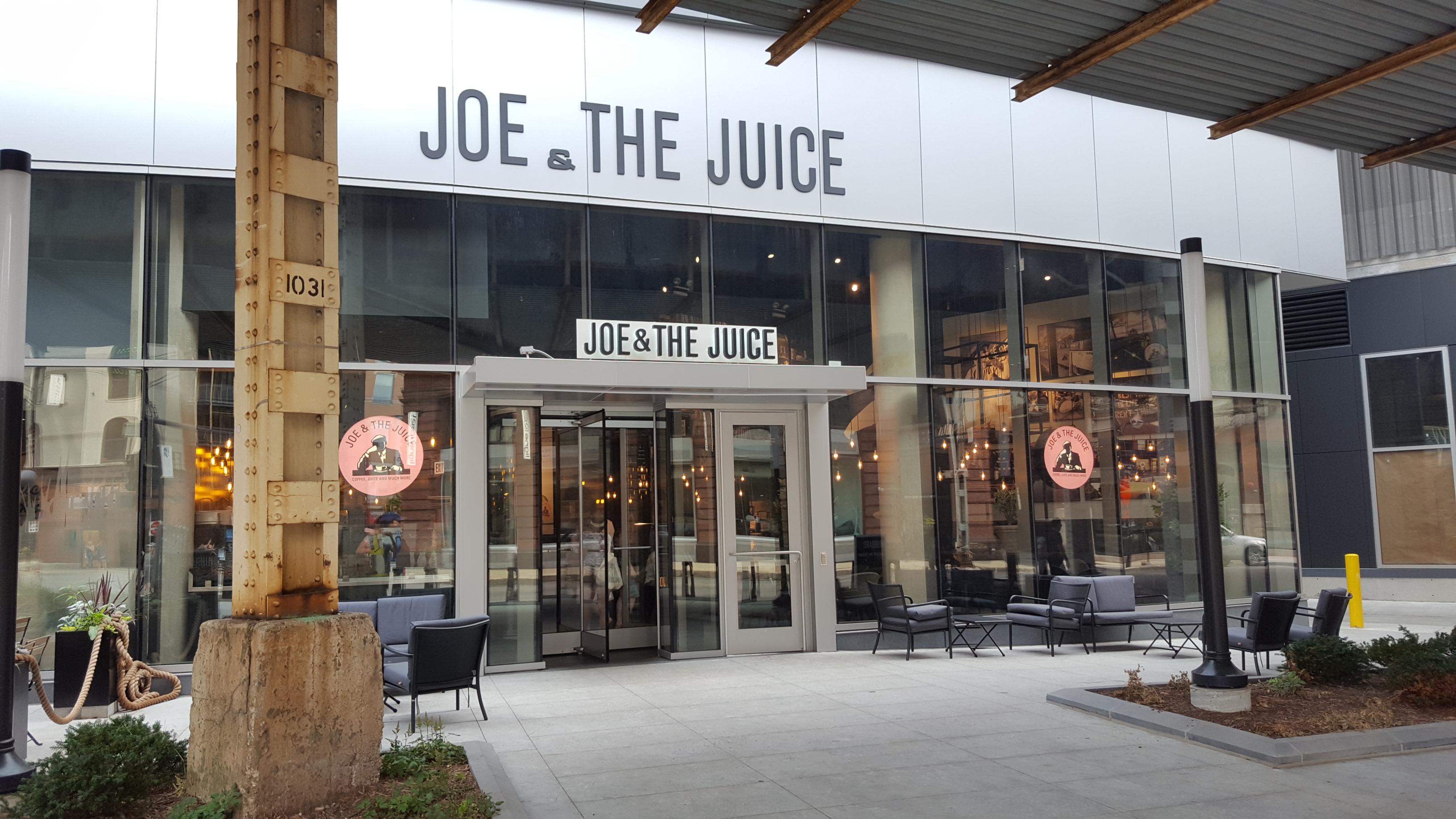
Joe & The Juice in River North, Chicago, Illinois (2018).jpg

Joe & The Juice é uma rede de cafés dinamarquesa que vende principalmente  sucos, cafés e sanduíches. A rede possui estabelecimentos em mais de 200 localizações na Europa, EUA e Ásia Oriental.
O negócio foi fundado em 2002 por Kaspar Basse com o primeiro café em Copenhague. Em agosto de 2017, o café número 200 foi aberto em todo o mundo, dos quais 68 são cafés na Dinamarca. Em 2013, parte do negócio foi vendida ao fundo de capital Sueco Valedo Partners e, em 2016, o fundo de capital Americano General Atlantic foi incluído na propriedade.
O Conselho Nacional de Alimentos esteve várias vezes atrás do negócio. Em 2011, a empresa foi denunciada à polícia para incentivar os funcionários a trapacearem por seu próprio controle. Em 2012, eles estavam reivindicando os nomes de seus sucos. As condições de emprego foram criticadas pela Fagligt Common Joint Federation até 2013, quando um contrato foi assinado. Em 2017, o Equal Treatment Board determinou que uma queixa havia sido discriminada.